# 渥赫
渥赫（穆麟德轉寫：wehe，？—1672年），滿洲人，清朝政治人物、清朝禮部尚書。
曾任禮部右侍郎。順治十五年十二月乙酉，接替恩格德，擔任清朝禮部尚書，后休。由祁徹白接任。